# ريبيكا فيلد (لاعبة بولينغ)
ريبيكا فيلد (بالإنجليزية: Rebecca Field)‏ هي لاعبة بولينغ بريطانية، ولدت في 1990 في يورك في المملكة المتحدة.